# Kota Datar
Kota Datar is een bestuurslaag in het regentschap Deli Serdang van de provincie Noord-Sumatra, Indonesië. Kota Datar telt 6353 inwoners (volkstelling 2010).